# 阿比尔汗·阿曼库尔
阿比尔汗·阿曼库尔（1997年7月29日—），哈萨克斯坦男子拳击运动员，2017年世界拳击锦标赛男子75公斤级银牌得主、2018年亚洲运动会男子75公斤级银牌得主。